# Greenovia
Greenovia és un gènere de plantes amb flor amb 6 espècies, pertanyent a la família de les Crassulaceae. És natiu de les Illes Canàries on creix en altures entre 150 a 2300 m en terrenys volcànics i de vegades a l'ombra. Algunes espècies es troben a Madeira, el Marroc i est d'Àfrica (per exemple en les Muntanyes Semien d'Etiòpia).
Són plantes herbàcies amb fulles suculentes agrupades en rosetes que es tanquen durant els períodes de sequera. Tenen una tija curta i floreixen a la primavera amb flors de color groc. Estan estretament relacionades amb el gènere Aeonium.

## Espècies seleccionades
- Greenovia aizoon
- Greenovia aurea
- Greenovia aureazoon
- Greenovia diplocycla
- Greenovia dodrantalis
- Greenovia gracilis